# Кузьмичёв, Евгений Павлович
Евгений Павлович Кузьмичёв — российский учёный-лесовод, член-корреспондент РАСХН (1999), член-корреспондент РАН (2014).

## Биография
Родился 25.07.1953 г. в г. Касимов Рязанской области.
Окончил Московский лесотехнический институт (1975) и его аспирантуру (1982). До 1993 г. работал там же: младший и старший научный сотрудник, доцент кафедры промышленной экологии и защиты леса, главный специалист.
С 1993 по 2000 г. работал в Федеральной службе лесного хозяйства России: начальник Главного научно-технического управления, начальник Управления науки (1994—1996), заместитель руководителя (1996—2000).
В 2000—2002 проректор по науке Московского международного независимого эколого-политологического университета.
С 2003 г. заместитель директора проекта FOREST, с 2005 г. директор проекта FOREST −2 Винрок Интернэшнл.
Доктор биологических наук (1995), профессор (1998), член-корреспондент РАСХН (1999), член-корреспондент РАН (2014).
Награждён Почётной грамотой Председателя Правительства РФ (2001).
Публикации:
- Защита лесных насаждений: учеб. пособие по дисциплине «Лесн. энтомология» для студентов спец. 31.12 специализации «Лесн. и садово-парковое хоз-во» / соавт.: А. И. Воронцов, М. А. Голосова; Моск. лесотехн. ин-т. — М., 1988. — 86 с.
- Вредители и болезни декоративных насаждений городских объектов озеленения и меры борьбы с ним: учеб. пособие для студентов спец. 2605.00 / соавт. М. А. Голосова; Моск. гос. ун-т леса. — М., 2000. — 91 с.
- Инфекционные болезни городских насаждений и меры борьбы с ними: учеб. пособие для слушателей фак. повышения квалификации и проф. переподгот. спец. / соавт.: Э. С. Соколова, Е. Г. Куликова; Моск. гос. ун-т леса. — М., 2002. — 87 с.
- Болезни и вредители в лесах России. Т.1. Болезни древесных растений / соавт.: Э. С. Соколова, Е. Г. Мозолевская. — М., 2004. — 120 с.
- Совершенствование правоприменения и управления в лесном секторе Российской Федерации: учеб. пособие для студентов вузов…/соавт.: А. С. Захаренков и др.- М.: Всемир.банк; Линия График Кострома, 2011.- 240 с.